# Aloe inyangensis
Aloe inyangensis är en grästrädsväxtart som beskrevs av Hugh Basil Christian. Aloe inyangensis ingår i släktet Aloe och familjen grästrädsväxter.
Artens utbredningsområde är Zimbabwe.

## Underarter
Arten delas in i följande underarter:
- A. i. inyangensis
- A. i. kimberleyana

## Bildgalleri

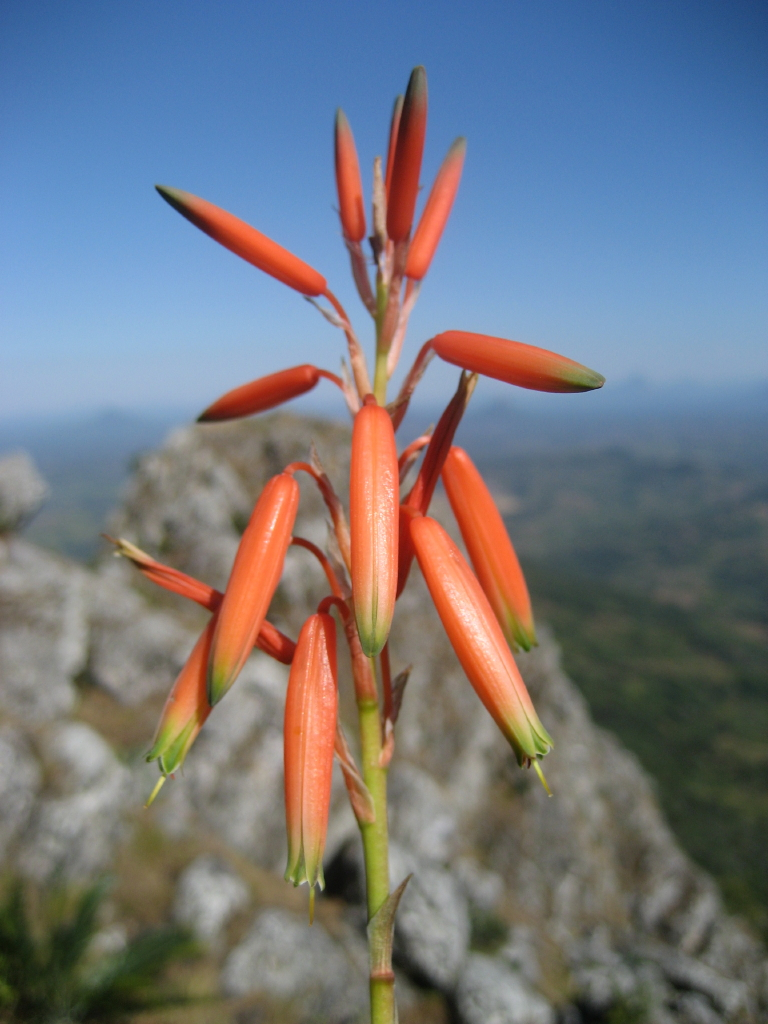
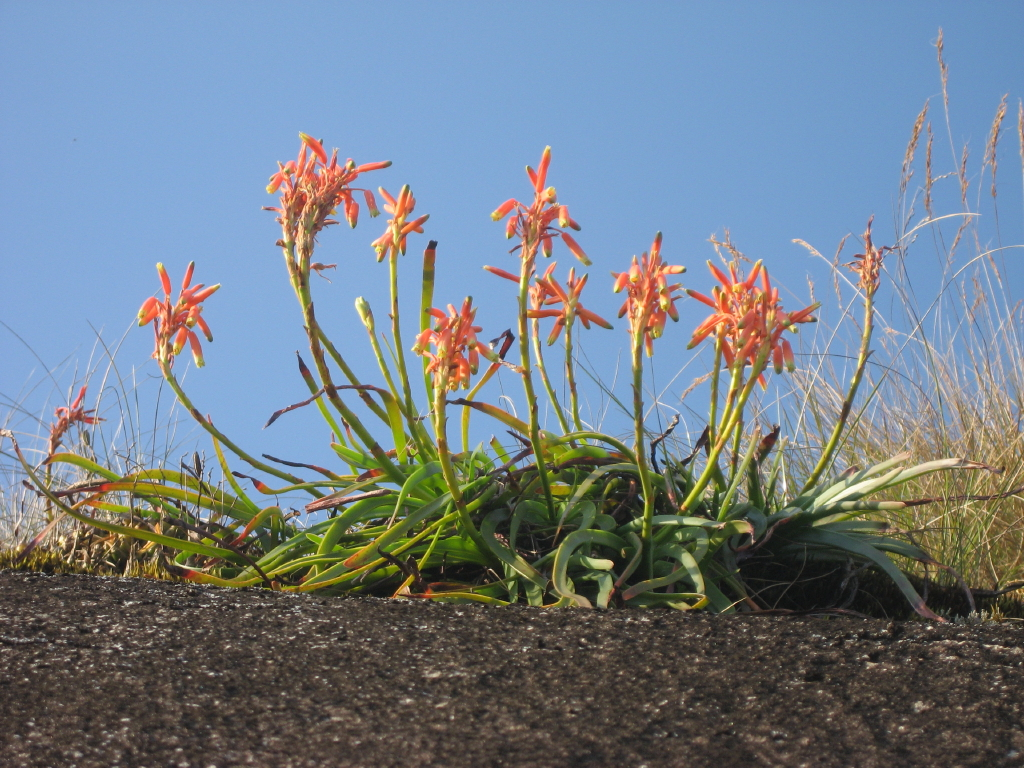
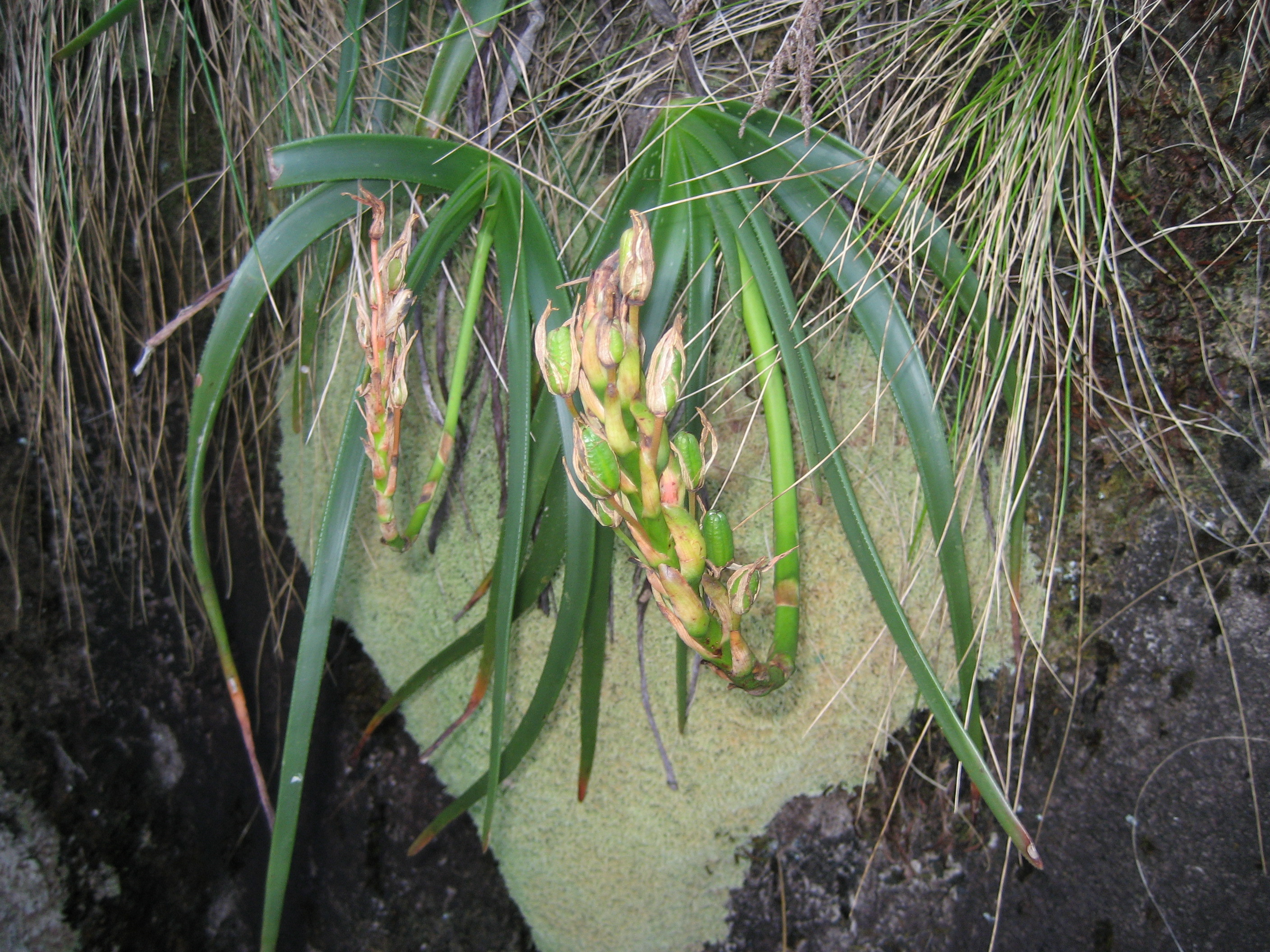
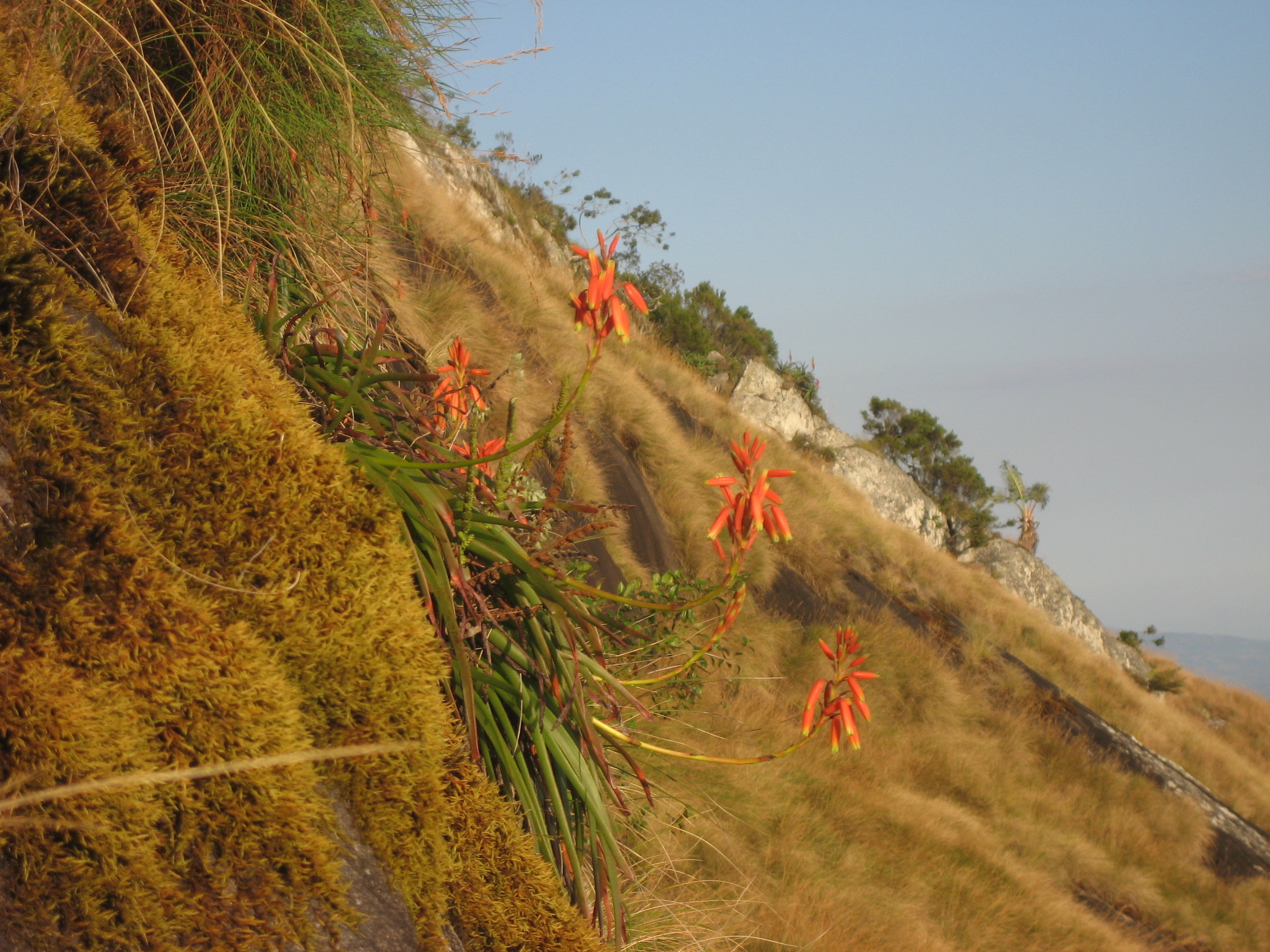